# Pierluigi Galletti
Pierluigi Galletti (Roma, 1º luglio 1722 – Roma, 13 dicembre 1790) è stato un vescovo cattolico e archeologo italiano.

## Biografia
Nato dalla nobile famiglia Galletti a Roma dove il padre Costantino Galletti si era trasferito da Messina per intraprendere la carriera militare nell'esercito pontificio, fu battezzato con il nome di Paolo Filippo; nome che, da religioso poi mutò in Pier Luigi. Entrò nell'Ordine benedettino cassinese nel 1772, divenne insegnante di filosofia e matematica, poi bibliotecario della badia di Santa Maria in Firenze. Nominato vescovo titolare di Cirene, si trasferì a Roma, scrittore di lingua latina della Biblioteca Apostolica Vaticana, formò il Necrologio Romano. Perito antiquario, individuò per primo l'ubicazione dell'antica città di Capena e credette di individuare la locazione di Gabii nella Sabina.
Alla sua morte a 68 anni venne sepolto nella basilica di San Paolo fuori le mura.

## Opere
- Gabio, antica città di Sabina scoperta ove è ora Torri ovvero le Grotte di Torri (1757)
- Inscriptiones Romanae infimi aevi Romae extantes (1760)
- Del Primicero della Santa Sede Apostolica e di altri uffiziali maggiori del Sacro Palagio Lateranense (Roma 1776)
- Storia genealogica de' Conti Tuscolani, Stefaneschi e Paparoni (1790) - Manoscritto custodito nella Biblioteca Apostolica Vaticana, Vat. lat. 8042
- Memorie di tre antiche chiese (1765)

## Genealogia episcopale
La genealogia episcopale è:
- Cardinale Scipione Rebiba
- Cardinale Giulio Antonio Santori
- Cardinale Girolamo Bernerio, O.P.
- Arcivescovo Galeazzo Sanvitale
- Cardinale Ludovico Ludovisi
- Cardinale Luigi Caetani
- Cardinale Ulderico Carpegna
- Cardinale Paluzzo Paluzzi Altieri degli Albertoni
- Papa Benedetto XIII
- Papa Benedetto XIV
- Papa Clemente XIII
- Cardinale Giovanni Francesco Albani
- Papa Pio VI
- Vescovo Pierluigi Galletti